# Ли Чжи
Ли Чжи(кит. 李贽, пиньинь Lǐ Zhì, палл. Ли Чжи; 23 ноября 1527, Цзиньцзян, Цюаньчжоуская управа — 1602[…], Пекин), также известный под псевдонимом Ли Чжо-у (李卓吾) — китайский философ, историк, писатель и литературный критик периода заката династии Мин. Являлся нонконформистом, последователем чань-буддизма и имел скандальную известность. Противники Ли Чжи называли его учение «безумным чань».

## Биография
Ли Чжи родился в уезде Цзиньцзян, провинции Фуцзянь, где широко были распространены антиконфуцианские настроения.
Чжи принадлежал к ветви Линь своей семьи и первоначально именовался Линь Цзайчжи, но около 1552 года принял фамилию Ли, тем самым став Ли Цзайчжи. В дальнейшем, когда Чжи стал чиновником, ему пришлось сменить имя с Цзайчжи на Чжи.
В 1555 Ли стал инспектором образования в уезде Гунчэн провинции Хэнань. В 1560 году Ли доктор Государственной академии в южной столице Китая — Нанкине, а в 1566 — заведующим канцелярией в министерстве ритуалов в северной столице — Пекине.
В 1580 году Ли Чжи стал послушником чань, отказавшись от служебной карьеры, оставив семью и сняв с себя традиционные обязанности, вменявшиеся ему семьей, обществом и государством. В то время в Китае такой поступок считался «почти немыслимым».
В дальнейшем Ли Чжи стал известен как человек, насмехающийся над любыми авторитетами. Он ни во что не ставил книжные знания, а в ответ на учёные вопросы предлагал спрашивающему начать лучше петь и плясать. Характеризовал себя как человека «дерзких манер, грубой речи, сумасбродного ума и своевольного поведения». При этом Ли Чжи утверждал, что «он один несёт в себе мудрость всех времён, ведь воля „бодрствующего сердца“ возносится над всеми окаменелостями духа, из которых складывается история».
Противники Ли Чжи обвиняли его в сексуальной распущенности и жадности и считали, что Ли Чжи стал приверженцем «безумного чань», тождественного идейному нигилизму. В то же время подобное учение «безумного чань» совсем не считалось чем-то постыдным у многих китайцев из учёных кругов. Такие учёные указывали, что «безумный чань» показывает «иллюзорность культуры и общественных институтов» и на самом деле является естественным завершением размышления о сути традиции и вместе с этим стремлением «вернуть жизнь общества к её исконной правде».
В дальнейшем он преследовался как еретик. Покончил с собой в тюрьме, перерезав горло в качестве финального протеста. Произведения Чжи запрещались вплоть до XX века.